# Principes de cosmographie
Les Principes de cosmographie forment un ensemble de traités à vocation scientifique rédigés par Tristan L'Hermite à partir de manuscrits attribués à François Viète, destinés à l'éducation de Catherine de Parthenay et de ses enfants.

## Présentation
Dédicacé en 1636 à Mlle de Lavardin, cet ouvrage publié en 1637 (2 exemplaires), 1643 (5 exemplaires) et 1647 (3 exemplaires) répertoriés par l'OCLC, donne d'une façon naïve une description du monde, géographique et astronomique, selon le point de vue de Ptolémée et les préceptes astrologiques en cours au XVIe siècle. On y découvre entre autres les correspondances entre le monde d'en haut et le monde d'en bas (sublunaire). Tristan L'Hermite, malade pulmonaire, y trouve des raisons de sa maladie dans les influences de Saturne. Tristan L'Hermite a pu connaître Mlle de Lavardin à Malicorne dans le Maine, dans le château de sa mère, Marguerite de la Baume, mais il l'a surtout fréquentée à Paris à l'Hôtel de Lavardin, dans le salon de sa mère, veuve du marquis de Lavardin et remariée depuis 1630 avec le seigneur (futur comte) de Modène, « chambellan des affaires » de Gaston d'Orléans et meilleur ami de Jean-Baptiste L'Hermite. Séduit par la jeune femme de seize ans, Tristan lui offre de quoi satisfaire sa curiosité scientifique. On ne sait  si le manuscrit attribué à Viète provient de la bibliothèque de Scévole de Sainte-Marthe. Après le mariage de Mlle de Lavardin en 1638, il lui adressa encore un sixain, Pour Mme la Comtesse de Tessé, qu'il fit paraître dans La Lyre du sieur Tristan en 1641.

### Éditions modernes

#### Éditions historiques
- Amédée Carriat (présentation et annotations), Tristan L'Hermite : Choix de pages, Limoges, Éditions Rougerie, 1960, 264 p.

#### Œuvres complètes
- Jean-Pierre Chauveau et al., Tristan L'Hermite, Œuvres complètes (tome II) : Poésie I, Paris, Honoré Champion, coll. « Sources classiques » (no 41), 2002, 562 p. (ISBN 978-2-745-30606-7), p. 389-528

### Ouvrages généraux
- Napoléon-Maurice Bernardin, Un Précurseur de Racine : Tristan L'Hermite, sieur du Solier (1601-1655), sa famille, sa vie, ses œuvres, Paris, Alphonse Picard, 1895, XI-632 p. (lire en ligne)